# Нож в сердце
«Нож в сердце» — сборник стихов, написанный Луи Арагоном в период с октября 1939 по октябрь 1940 года. Содержит двадцать два стихотворения и эссе «Рифма» 1940 года, которое служит предисловием. В издательстве Галлимар оно появилось в 1941 году в сборнике «Метаморфозы», а затем в 1942 году в сборнике «Бланш», хотя большинство стихотворений уже получили широкое распространение.

## Контекст
Луи Арагон был мобилизован на войну 3 сентября 1939 года. Тогда он впервые разлучился с Эльзой Триоле. Среди коммунистов, которые голосовали за военные кредиты, но оказались в противоречии с германо-советским пактом о ненападении, царит замешательство. Поль Низан вышел из партии после вторжения Красной Армии в Польшу 25 сентября. Французская коммунистическая партия была распущена 26 сентября, а Морис Торез дезертировал из армии 4 октября по приказу Советского правительства.
Луи Арагон отправил первые стихотворения, вошедшие в этот сборник, в НРФ в декабре 1939 года, где они привлекли большое внимание. Первая часть стихотворений была написана во время Странной войны, вторая часть — после поражения французской армии. Арагон помнит дату 10 мая 1940 года как дату переломного момента на пути к катастрофе.

## Анализ
Именно в этом сборнике Эльза Триоле впервые появляется в поэзии Арагона. В сборнике «Преследователи» есть стихотворение, посвященное ей, и ей посвящены несколько его романов, но это первый случай открытого лиризма, который получит развитие в «цикле Эльзы», который начинается сразу после этого сборника.
Эта коллекция знаменует собой возвращение Луи Арагона к александрийскому стилю и более традиционной поэзии, чем в его коллекциях эпохи дадаизма и сюрреализма. Он начинает работу по переосмыслению традиции.
Сборник разделен на две отдельные части: в первую часть вошли тринадцать стихотворений, написанных до 10 мая 1940 года, во вторую часть — девять стихотворений, написанных после этой даты.

## Наложение на музыку
Стихотворение «Вальс двадцатилетних» было исполнено Марком Ожере в альбоме «Пойте о сопротивлении» под названием «Хорошо для ветра» (первые слова стихотворения).
Стихотворение Zone Libre исполнила группа Feu! Чаттертон в альбоме The Birdman (2018)